# Atypical/Episodenliste

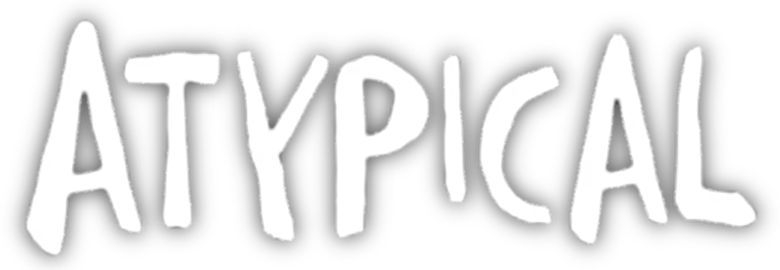
Logo zur Serie

Diese Episodenliste enthält alle Episoden der US-amerikanischen Dramedy Atypical, sortiert nach der US-amerikanischen Erstausstrahlung. Die Fernsehserie umfasst vier Staffeln mit 38 Episoden.

## Übersicht
| Staffel | Episodenanzahl | Erstveröffentlichung USA | Deutschsprachige Erstveröffentlichung |
| ------- | -------------- | ------------------------ | ------------------------------------- |
| 1       | 8              | 11. August 2017          | 11. August 2017                       |
| 2       | 10             | 7. September 2018        | 7. September 2018                     |
| 3       | 10             | 1. November 2019         | 1. November 2019                      |
| 4       | 10             | 9. Juli 2021             | 9. Juli 2021                          |

## Staffel 1
Die Episoden der ersten Staffel wurden am 11. August 2017 weltweit auf Netflix per Streaming veröffentlicht.
| Nr. (ges.) | Nr. (St.) | Deutscher Titel                         | Originaltitel                    | Erstveröffentlichung USA | Deutschsprachige Erstveröffentlichung (D/A/CH) | Regie                | Drehbuch                     |
| ---------- | --------- | --------------------------------------- | -------------------------------- | ------------------------ | ---------------------------------------------- | -------------------- | ---------------------------- |
| 1          | 1         | Antarktis                               | Antarctica                       | 11. Aug. 2017            | 11. Aug. 2017                                  | Seth Gordon          | Robia Rashid                 |
| 2          | 2         | Ein menschliches Mädchen                | A Human Female                   | 11. Aug. 2017            | 11. Aug. 2017                                  | Michael Patrick Jann | Mike Oppenhuizen             |
| 3          | 3         | Julia sagt                              | Julia Says                       | 11. Aug. 2017            | 11. Aug. 2017                                  | Michael Patrick Jann | Brian Tanen                  |
| 4          | 4         | Ein angenehmer neutraler Geruch         | A Nice Neutral Smell             | 11. Aug. 2017            | 11. Aug. 2017                                  | Seth Gordon          | Annabel Oakes                |
| 5          | 5         | Das ist meine Sweatjacke                | That’s My Sweatshirt             | 11. Aug. 2017            | 11. Aug. 2017                                  | Michael Patrick Jann | Dennis Saldua                |
| 6          | 6         | Das Schlachtschiff in den Hafen bringen | The D-Train to Bone Town         | 11. Aug. 2017            | 11. Aug. 2017                                  | Michael Patrick Jann | Mike Oppenhuizen & Jen Regan |
| 7          | 7         | I Lost My Poor Meatball                 | I Lost My Poor Meatball          | 11. Aug. 2017            | 11. Aug. 2017                                  | Joe Kessler          | Robia Rashid                 |
| 8          | 8         | Die schalldämpfende Wirkung des Schnees | The Silencing Properties of Snow | 11. Aug. 2017            | 11. Aug. 2017                                  | Michael Patrick Jann | Robia Rashid                 |

## Staffel 2
Alle Episoden der zweiten Staffel wurden am 7. September 2018 weltweit auf Netflix per Streaming veröffentlicht.
| Nr. (ges.) | Nr. (St.) | Deutscher Titel                     | Originaltitel                          | Erstveröffentlichung USA | Deutschsprachige Erstveröffentlichung (D/A/CH) | Regie           | Drehbuch                               |
| ---------- | --------- | ----------------------------------- | -------------------------------------- | ------------------------ | ---------------------------------------------- | --------------- | -------------------------------------- |
| 9          | 1         | Aufregung                           | Juiced!                                | 7. Sep. 2018             | 7. Sep. 2018                                   | Joe Kessler     | Robia Rashid                           |
| 10         | 2         | Pinguin-Cam und chillen             | Penguin Cam and Chill                  | 7. Sep. 2018             | 7. Sep. 2018                                   | Ryan Case       | Robia Rashid                           |
| 11         | 3         | Der Junge und der Löwe              | Little Dude and the Lion               | 7. Sep. 2018             | 7. Sep. 2018                                   | Silver Tree     | Theresa Mulligan Rosenthal             |
| 12         | 4         | Die Pinocchio-Flunker-Technik       | Pants on Fire                          | 7. Sep. 2018             | 7. Sep. 2018                                   | Geeta Patel     | Mike Oppenhuizen                       |
| 13         | 5         | Das Ei platzt auf                   | The Egg Is Pipping                     | 7. Sep. 2018             | 7. Sep. 2018                                   | Wendey Stanzler | Bob Smiley                             |
| 14         | 6         | In der Drachenhöhle                 | In the Dragon’s Lair                   | 7. Sep. 2018             | 7. Sep. 2018                                   | Silver Tree     | Robia Rashid                           |
| 15         | 7         | Rauch                               | The Smudging                           | 7. Sep. 2018             | 7. Sep. 2018                                   | Pam Thomas      | Robia Rashid & Dennis Saldua           |
| 16         | 8         | Schräges Wohnen                     | Living at an Angle                     | 7. Sep. 2018             | 7. Sep. 2018                                   | Pete Chatmon    | Jen Regan & Theresa Mulligan Rosenthal |
| 17         | 9         | Ritual-löstlich                     | Ritual-licious                         | 7. Sep. 2018             | 7. Sep. 2018                                   | Ryan Case       | Mike Oppenhuizen & D.J. Ryan           |
| 18         | 10        | Ernest Shackletons Überlebensregeln | Ernest Shackleton’s Rules for Survival | 7. Sep. 2018             | 7. Sep. 2018                                   | Ken Whittingham | Robia Rashid                           |

## Staffel 3
Die Veröffentlichung der Episoden der dritten Staffel fand am 1. November 2019 weltweit auf Netflix per Streaming statt.
| Nr. (ges.) | Nr. (St.) | Deutscher Titel                | Originaltitel                 | Erstveröffentlichung USA | Deutschsprachige Erstveröffentlichung (D/A/CH) | Regie            | Drehbuch                       |
| ---------- | --------- | ------------------------------ | ----------------------------- | ------------------------ | ---------------------------------------------- | ---------------- | ------------------------------ |
| 19         | 1         | Gut geplant …                  | Best Laid Plans               | 1. Nov. 2019             | 1. Nov. 2019                                   | Ryan Case        | Robia Rashid                   |
| 20         | 2         | Der stehende Sam               | Standing Sam                  | 1. Nov. 2019             | 1. Nov. 2019                                   | Rebecca Asher    | Theresa Mulligan Rosenthal     |
| 21         | 3         | Kokainpillen und Pferdefleisch | Cocaine Pills and Pony Meat   | 1. Nov. 2019             | 1. Nov. 2019                                   | Victor Nelli Jr. | Bob Smiley                     |
| 22         | 4         | H-I-S-E-G                      | Y.G.A.G.G.                    | 1. Nov. 2019             | 1. Nov. 2019                                   | Wendey Stanzler  | Mike Oppenhuizen               |
| 23         | 5         | Nur Tweed                      | Only Tweed                    | 1. Nov. 2019             | 1. Nov. 2019                                   | Victor Nelli Jr. | D.J. Ryan                      |
| 24         | 6         | Das Wesentliche eines Pinguins | The Essence of a Penguin      | 1. Nov. 2019             | 1. Nov. 2019                                   | Michael Medico   | Mike Oppenhuizen & Lauren Moon |
| 25         | 7         | Schwund                        | Shrinkage                     | 1. Nov. 2019             | 1. Nov. 2019                                   | Annabel Oakes    | Bob Smiley & Nicole Betz       |
| 26         | 8         | Der rasende Rowdy              | Road Rage Paige               | 1. Nov. 2019             | 1. Nov. 2019                                   | Ken Whittingham  | Robia Rashid                   |
| 27         | 9         | Sam geht spazieren             | Sam Takes a Walk              | 1. Nov. 2019             | 1. Nov. 2019                                   | Robia Rashid     | Robia Rashid & Annie Mebane    |
| 28         | 10        | @GrasTittenDrachen             | Searching for Brown Sugar Man | 1. Nov. 2019             | 1. Nov. 2019                                   | Ken Whittingham  | Robia Rashid                   |

## Staffel 4
Die Veröffentlichung der Episoden der vierten Staffel fand am 9. Juli 2021 weltweit auf Netflix per Streaming statt.
| Nr. (ges.) | Nr. (St.) | Deutscher Titel                       | Originaltitel                 | Erstveröffentlichung USA | Deutschsprachige Erstveröffentlichung (D/A/CH) | Regie                 | Drehbuch         |
| ---------- | --------- | ------------------------------------- | ----------------------------- | ------------------------ | ---------------------------------------------- | --------------------- | ---------------- |
| 29         | 1         | Magischer Vogel Nr. 1                 | Magical Bird #1               | 9. Juli 2021             | 9. Juli 2021                                   | Tom Magill            | D.J. Ryan        |
| 30         | 2         | Der Meister der Pinguine              | Master of Penguins            | 9. Juli 2021             | 9. Juli 2021                                   | Michael Medico        | Bob Smiley       |
| 31         | 3         | Du sagst, du möchtest eine Revolution | You Say You Want a Revolution | 9. Juli 2021             | 9. Juli 2021                                   | Rebecca Asher         | Mike Oppenhuizen |
| 32         | 4         | Starter und Enden                     | Starters and Endings          | 9. Juli 2021             | 9. Juli 2021                                   | Angela Tortu          | Robia Rashid     |
| 33         | 5         | Tote Träume                           | Dead Dreams                   | 9. Juli 2021             | 9. Juli 2021                                   | Heather Jack          | Nicole Betz      |
| 34         | 6         | Bist du gesund?                       | Are You in Fair Health?       | 9. Juli 2021             | 9. Juli 2021                                   | Jennifer Arnold       | Bob Smiley       |
| 35         | 7         | Den Kater hinkriegen                  | Channel the Cat               | 9. Juli 2021             | 9. Juli 2021                                   | Fernando Sariñana     | Mike Oppenhuizen |
| 36         | 8         | Magischer Vogel Nr. 2                 | Magical Bird #2               | 9. Juli 2021             | 9. Juli 2021                                   | Robia Rashid          | Robia Rashid     |
| 37         | 9         | Der Ball des Spielers                 | Player’s Ball                 | 9. Juli 2021             | 9. Juli 2021                                   | Kevin Rodney Sullivan | Mike Oppenhuizen |
| 38         | 10        | Dessert im Olive Garden               | Dessert at Olive Garden       | 9. Juli 2021             | 9. Juli 2021                                   | Michael Medico        | Robia Rashid     |